# Wagrien (schip, 1871)
De SS Wagrien was een Duitse vrachtvaarder van 1028 ton. Het schip werd in 1871 gebouwd door Smith's Dock Company LTD, South Bank, Middlesbrough, Engeland. 
De laatste eigenaar van het stoomschip was R. L. Bornhofen, in Hamburg in de periode 1930-1936.  Het schip werd vermist ergens ten noordwesten van Ösel in de Oostzee op 14 juli 1936 toen het onderweg was van Leningrad naar Danzig met een lading oud ijzer.
Het nogal kleine schip vervoerde allerlei soorten materiaal.  Als houtschip bezocht het schip zo rondom 1933 meermalen de Oude Houthaven in Amsterdam. Op een vaart door het Y in 1933 op weg naar de Rietlanden om te bunkeren was de havenloods van het schip Toon Meeuwenoord van de vletterluivereniging De Koperen Ploeg in functie.